# Hacker-Pschorr
Hacker-Pschorr (Хакер-Пшорр) — немецкая пивная торговая марка, которая сейчас принадлежит холдингу Brau Holding International AG, совместному предприятию немецкой инвестиционной компании Schörghuber Unternehmensgruppe и нидерландского пивоваренного гиганта Heineken International.
Пиво Hacker-Pschorr производится исключительно в Мюнхене на производственных мощностях пивоварни Paulaner.

## История

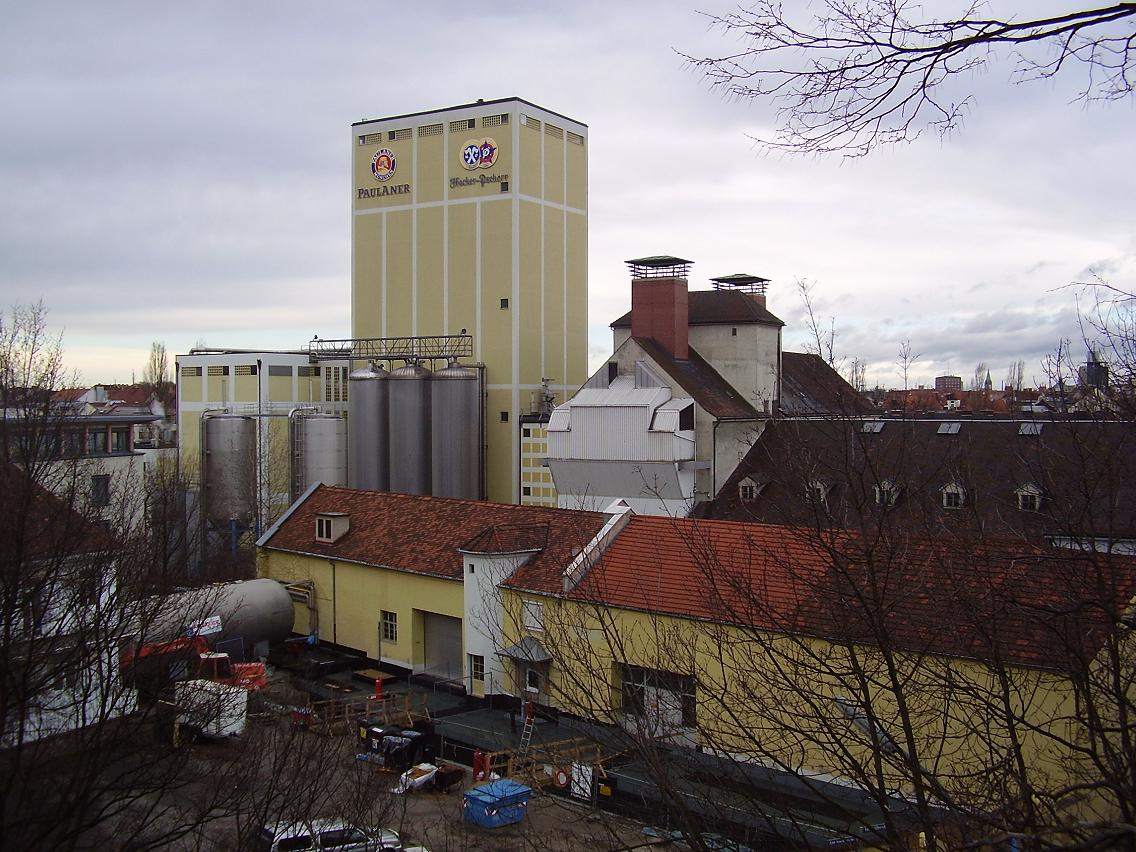
Здание пивоварни Paulaner в Мюнхене, современного производителя Hacker-Pschorr.

Hacker-Pschorr ведет свою историю с 1417 года, когда в Мюнхене была построена пивоварня Hacker, названная по фамилии основателя.
В 1793 дочь тогдашнего владельца семейной пивоварни Тереза Хакер вступила в брак с фермером Йозефом Пшорром, который вскоре выкупил пивоварню Hacker у тестя. В 1820 году Йозеф приобрел еще одну мюнхенскую пивоварню, дав ей название по своей фамилии (Pschorr). После смерти Йозефа Пшорра его активы унаследовали старшие сыновья — Георг получил пивоварню Pschorr, в собственность Маттиаса отошла Hacker.
Георг и его потомки были успешными предпринимателями. В 1865 первая партия пива Pschorr была экспортирована в США, а уже в 1894 году в Нью-Йорке было открыто постоянное торговое представительство мюнхенской пивоварни US Branch of Pschorr Bräu München.
В 1972 произошло объединение пивоварен, все еще принадлежавших различным ветвям одной семьи, в единое предприятие Hacker-Pschorr Bräu GmbH. Еще за несколько лет на смену двум отдельным торговым маркам пришел общий для обоих пивоварен бренд Hacker-Pschorr. Его логотип стал объединением логотипов Hacker (слева) и Pschorr (справа). Впоследствии этот семейный бизнес приобрела группа компаний Schörghuber Unternehmensgruppe.
Сегодня торговая марка Hacker-Pschorr является активом управляющей компании Brau Holding International AG, контрольный пакет акций которой принадлежит группе Schörghuber Unternehmensgruppe, а остальные 49,9 % собственности контролирует нидерландская Heineken International. С 1993 года пивоваренные мощности, на которых традиционно производилось пиво Hacker-Pschorr, были выведены из эксплуатации. Теперь пиво этой торговой марки производится другой мюнхенской пивоварней, Paulaner, также находящейся в собственности Brau Holding International AG.

## Ассортимент пива
- Hacker-Pschorr Hefe Weisse — светлое пшеничное нефильтрованное пиво с плотностью 12,5 % и содержанием алкоголя 5,5 %;
- Hacker-Pschorr Dunkle Weisse — тёмное пшеничное пиво с плотностью 12,4 % и содержанием алкоголя 5,3 %;
- Hacker-Pschorr Leichte Weisse — облегченное светлое пшеничное пиво с плотностью 7,7 % и содержанием алкоголя 3,4 %;
- Hacker-Pschorr Sternweisse — премиальное светлое пшеничное нефильтрованное пиво с плотностью 12,0 % и содержанием алкоголя 5,5 %;
- Hacker-Pschorr Münchner Hell — традиционное светлое пиво с плотностью 11,5 % и содержанием алкоголя 5,0 %;
- Hacker-Pschorr Münchener Gold — премиальное светлое пиво с плотностью 12,5 % и содержанием алкоголя 5,5 %;
- Hacker-Pschorr Braumeister Pils — специальное светлое пиво с плотностью 11,5 % и содержанием алкоголя 5,0 %;
- Hacker-Pschorr Superior — специальное светлое пиво с плотностью 13,7 % и содержанием алкоголя 6,0 %;
- Hacker-Pschorr Münchner Dunkel — тёмное пиво с плотностью 12,5 % и содержанием алкоголя 5,0 %;
- Hacker-Pschorr Animator — крепкое тёмное пиво, нефильтрованный насыщенный доппельбок, с плотностью 19,3 % и содержанием алкоголя 8,1 %;
- Hacker-Pschorr Münchner Kellerbier — светлое нефильтрованное пиво с плотностью 12,5 % и содержанием алкоголя 5,5 %;
- Hacker-Pschorr Oktoberfest Märzen — традиционное сезонное светлое пиво с плотностью 13,7 % и содержанием алкоголя 5,8 %, изначально варилось исключительно к проведению Октоберфеста;
- Hacker-Pschorr Münchner Radler — радлер на основе светлого пива и лимонада с плотностью 9,5 % и содержанием алкоголя 2,5 %;